# لرل (نبراسکا)
لرل(به انگلیسی: Laurel) شهری در ایالت نبراسکا کشور ایالات متحده آمریکا است که جمعیت آن در سرشماری سال ۲۰۱۰ میلادی، ۹۶۴ نفر بوده‌است.